# Edwin Paul Wilson
Edwin Paul Wilson (* 3. Mai 1928 in Nampa, Idaho; † 10. September 2012 in Seattle, Washington) war ein ehemaliger Offizier der CIA und des Office of Naval Intelligence, der 1983 wegen illegaler Waffenverkäufe an Libyen verurteilt wurde. Später stellte sich heraus, dass sich das US-Justizministerium bei der Strafverfolgung Wilsons auf falsche Beweise gestützt hatte. Daraufhin wurde Wilsons Verurteilung 2003 aufgehoben und er kam im folgenden Jahr nach über 20 Jahren Haft frei.

## Laufbahn
Edwin P. Wilson wurde 1928 in einer armen Bauernfamilie in Nampa, Idaho, geboren. Er arbeitete zunächst als Seemann. Im Jahr 1953 schloss Wilson ein Psychologiestudium an der University of Portland ab. Im selben Jahr trat Wilson den Marines bei und kämpfte in den letzten Tagen des Koreakriegs. Während seines Militärdienstes soll er sich ausgezeichnet haben, und als er 1956 wegen einer Knieverletzung entlassen wurde, begann er für die Central Intelligence Agency zu arbeiten. Wilson war zunächst für das Office of Security tätig, unter anderem 1956 bei der Bewachung von U-2-Spionageflugzeugen in der Türkei. Im Jahr 1960 schickte ihn die CIA als Student getarnt an die Cornell University. Das Ziel war es dabei, Arbeiterorganisationen und Gewerkschaften zu infiltrieren, um den Kommunismus zurückzudrängen. Wilson war beispielsweise an Versuchen beteiligt, europäische Gewerkschaften zu destabilisieren, wobei er so unterschiedliche Methoden wie die Einschaltung korsischer Mafiosi und den Einsatz von Kakerlakenplagen verwendete. Als Tarnung für seine Sabotage war er dabei bei einer der größten Gewerkschaften der Vereinigten Staaten als internationaler Vertreter in Europa beschäftigt.
Die Special Operations Division (SOD) gründete Scheinfirmen wie Maritime Consulting Associates (1964) und Consultants International (1965), die für den verdeckten Transport von Hilfsgütern rund um die Welt eingesetzt wurden, welche von der CIA und ihren Verbündeten genutzt wurden. Als Leiter dieser Scheinfirmen, die als reguläre Unternehmen geführt wurden, begann Wilson viel Geld anzuhäufen. 1971 wechselte Wilson mit Wissen und Zustimmung der CIA zum Office of Naval Intelligence, wo er Vollzeit für eine geheime Geheimdiensteinheit namens Naval Field Operations Support Group (NFOSG) oder Task Force 157 arbeitete. Von ihrer Gründung im Jahr 1966 bis zu ihrer Auflösung im Jahr 1977 lag der Schwerpunkt auf der Beschaffung von Informationen über sowjetische Marineaktivitäten. Der Aufgabenbereich der Einheit war jedoch breiter gefasst und wurde später als „das einzige Netzwerk des US-Militärs von Undercover-Agenten und Spionen, die im Ausland unter dem Deckmantel von Handel und Wirtschaft spionieren“ beschrieben.
Zu dieser Zeit gründete Wilson eine weitere Scheinfirma, World Marine, Inc., die ihn bei seiner logistischen Arbeit unterstützen sollte. Nach strittigen Vorfällen schied Wilson 1976 aus dem ONI aus. Nach einem Kommandowechsel wandte sich Wilson Berichten zufolge an Admiral Bobby Inman, den Direktor des Marinegeheimdienstes, und bot seinen Einfluss im Kongress an, um die Haushaltsprobleme des ONI zu lösen, wenn er, Wilson, zum Leiter der Task Force 157 ernannt werden würde. Angeblich empört darüber, schloss Inman die Task Force 157 ganz und meldete Wilson dem FBI. Wilson führte die Unternehmen, die er unter Anleitung der CIA aufgebaut hatte, nach seinem Ausscheiden weiter, das größte davon war Consultants International. Berichten zufolge hat er durch diese Unternehmen ein Vermögen von über 20 Millionen Dollar angehäuft und bot auch nach seinem offiziellen Ausscheiden im Auftrag der CIA verdeckte Versanddienste an.

### Kooperation mit Libyen
In den 1970er Jahren wurde er in Geschäfte mit Libyen verwickelt. Wilson behauptete, ein hochrangiger CIA-Beamter, Theodore Shackley, habe ihn gebeten, nach Libyen zu gehen, um ein Auge auf den berüchtigten Terroristen Carlos den Schakal zu werfen, der dort lebte. Zu dieser Zeit war Libyen aufgrund seiner Verwicklung in den internationalen Terrorismus strengen Sanktionen unterworfen. Wilson soll in der Folgezeit geholfen haben, Waffen in das Land zu schmuggeln und US-Veteranen rekrutiert haben, um libysche Sicherheitsdienste und Streitkräfte auszubilden. 1979 wurde eine Waffe, deren Lieferung an die libysche Botschaft in Bonn Wilson arrangiert hatte, zur Ermordung eines libyschen Dissidenten verwendet. Libyen nutzte Wilsons Hilfen auch, um sich an terroristischen Aktivitäten im Ausland zu beteiligen. Der dramatischste Deal, durch den die US-Regierung auf Wilson aufmerksam wurde, betraf etwa zwanzig Tonnen C-4-Plastiksprengstoff in Militärqualität, den Wilson an Libyen transportiert haben soll.
Ein weiterer Skandal brach um Wilson aus, als eine von ihm gegründete Firma, die US-Militärhilfe nach Ägypten liefern sollte, verurteilt wurde, weil sie dem US-Verteidigungsministerium 8 Millionen Dollar zu viel berechnet hatte. Ein Partner von Edwin P. Wilson in dieser Firma war ein weiterer ehemaliger CIA-Beamter, Thomas G. Clines. Das aus Clines, Wilson und Shackley bestehende Netzwerk soll auch in Verbindung zu Oliver North gestanden haben, eine Schlüsselfigur in der Iran-Contra-Affäre.

### Verurteilung und Freilassung
Wilson wurde vom US-Justizministerium wegen Verstößen gegen das Waffen- und Sprengstoffgesetz angeklagt, nachdem er 1982 in die Dominikanische Republik gelockt worden und verhaftet worden war. Bevor er vor Gericht stand, starben mehrere Zeugen der Anklage unter verdächtigen Umständen darunter der Exilkubaner Rafael Villaverde, der bei einem Bootsunfall in der Nähe der Bahamas nach einer Explosion auf seinem Boot verschwand, und der ehemalige CIA-Agent Kevin P. Mulcahy, der für Wilson gearbeitet und ihn an die Regierung verraten hatte. Wilsons Freund Ricardo Morales, ein langjähriger Feind Villaverdes in der kubanischen Exilgemeinde, starb im Dezember 1983 bei einer Schlägerei in einer Bar. Während des Prozesses verteidigte sich Wilson damit, dass er weiterhin im Auftrag der CIA gehandelt hätte. Er behauptete, dass er trotz der ständigen Dementis der Regierung immer noch für die CIA tätig war und dass seine Waffenlieferungen an die Libyer ein von oben abgesegneter Versuch waren, ihnen näherzukommen und wertvolle Informationen zu sammeln, darunter über das libysche Atomprogramm.
Wilson wurde für unschuldig befunden, eine Gruppe von Exilkubanern angeheuert zu haben, um den libyschen Dissidenten Umar Muhaischi zu töten (sein Mitangeklagter Frank Terpil wurde nie vor Gericht gestellt, da er den Rest seines Lebens auf der Flucht war und 2016 in Kuba starb). Er wurde jedoch 1983 für schuldig befunden, Waffen exportiert zu haben, darunter auch die bei der Ermordung von Bonn verwendete, und Sprengstoff verschifft zu haben, und zu 15 Jahren Gefängnis für Ersteres und 17 Jahren für Letzteres verurteilt. Ein CIA-Agent nahm außerdem auf, wie Wilson ihn beauftragte, die Staatsanwälte, sechs Zeugen und seine Ex-Frau zu töten. In einem anschließenden Prozess wurde er wegen Verschwörung zum Mord zu weiteren 24 Jahren Gefängnis verurteilt.
Die CIA gab dem Justizministerium eine eidesstattliche Erklärung ab, in der es hieß, dass er nach seiner Pensionierung weder direkt noch indirekt für die Behörde tätig gewesen sei. Die CIA teilte dem Justizministerium später mit, dass sie die eidesstattliche Erklärung nicht vor Gericht verwenden solle, doch der Staatsanwalt beschloss, sie trotzdem zu verwenden. Im Oktober 2003 hob ein US-Bezirksgericht seine Verurteilung wegen der Sprengstoffvorwürfe auf und stellte fest, dass die Staatsanwälte des US-Justizministeriums gewusst hätten, dass Wilson weiterhin für die CIA gearbeitet habe. Sein Anwalt hatte 80 Vorfälle vorgelegt, bei denen Wilson beruflich mit der CIA zusammenkam, und Beweise dafür, dass die CIA Wilson nach seiner Pensionierung indirekt benutzt hatte. Er wurde deshalb im Oktober 2004 aus der Haft entlassen.
Nach seiner Entlassung aus dem Gefängnis im Jahr 2004 zog Wilson in den Norden von Seattle, um bei seinem Bruder zu leben. Er kämpfe weiterhin darum, seine Unschuld zu beweisen. Wilson reichte eine Zivilklage gegen sieben ehemalige Bundesstaatsanwälte, von denen zwei damals Bundesrichter waren, und einen ehemaligen Direktor der CIA ein. Am 29. März 2007 wies der US-Bezirksrichter Lee Rosenthal seine Klage mit der Begründung ab, dass alle acht Immunität genießen würden. Am 10. September 2012 starb Wilson an den Komplikationen einer Herzklappenoperation. Er hinterließ zwei Söhne.